# NGC 235A
NGC 235A (ook wel PGC 2569) is een lensvormig sterrenstelsel in het sterrenbeeld Walvis. NGC 235A staat op ongeveer 278 miljoen lichtjaar van de Aarde. Het hemelobject ligt dicht bij een ander sterrenstelsel dat het nummer NGC 235B draagt.
NGC 235A werd in 1886 ontdekt door de Amerikaanse astronoom Francis Preserved Leavenworth.